# Hypogastrura nivicola
Hypogastrura nivicola — вид колембол. Відомий під назвою «снігова блоха». У теплий зимовий день можна побачити як «снігові блохи» стрибають снігом.
Дослідники Університету Квінс в Канаді секвенували і синтезували подібний антифризу білок, який дозволяє H. nivicola існувати в умовах мінусових температур, і виявили, що це найбагатший гліцином з відомих білків. Є надія, що подібні білки можуть бути корисними для зберігання органів для трансплантації та отримання морозива. При запобіганні утворенню кристалів льоду в тканинах органи можуть бути збережені за більш низьких температур, збільшуючи час їх життєздатності поза живим тілом. На відміну від інших білків з аналогічними функціями білок, знайдений у тканинах H. nivicola легко руйнується при підвищених температурах.